# Western & Southern Financial Group Masters & Women’s Open 2008
Die Western & Southern Financial Group Masters and Women’s Open 2008 waren ein Tennisturnier der WTA Tour 2008 für Damen und ein Tennisturnier der ATP Tour 2008 für Herren in Mason, Ohio bei Cincinnati, welche vom 26. Juli bis 6. August für Herren und vom 9. bis 17. August 2008 für Damen stattfanden.

## Herrenturnier
→ Qualifikation: Western & Southern Financial Group Masters 2008/Qualifikation

## Damenturnier
→ Qualifikation: Western & Southern Financial Group Women’s Open 2008/Qualifikation